# Красиво (альбом)
«Красиво» — седьмой студийный альбом украинской певицы Тины Кароль, выпущенный 2 апреля 2021 года. Альбом был написан совместно с Аркадием Александровым, который также выступил саунд-продюсером новой пластинки. Пластинка является девятой по счёту в дискографии певицы.

## Об альбоме
«Красиво» — восьмой по счету альбом певицы. В него вошло семь новых песен вместе с синглом «Скандал», который вышел в начале февраля, и за первый месяц набрал более 10 млн просмотров в YouTube. Восьмая по счету пластинка поп-дивы пронизана свежим дыханием электронной музыки. Альбом был записан совместно с Аркадием Александровым.
«Это альбом о смелой девушке, которая наполнена разной палитрой чувств в поисках своей любви» – говорит Тина Кароль
«Красиво» был написан в рекордно короткие сроки – за полтора месяца – в тандеме с Аркадием Александровым, который также выступил саунд-продюсером новой пластинки. 
«Долгожданная премьера! Наслаждайся альбомом "Красиво". Спасибо всем и каждому, что вдохновляли меня. Спасибо команде за красивую реализацию», – прокомментировала певица.
В новом альбоме Тина Кароль меняет жанр и стиль исполнения, становится волевой в текстах и музыке. Используя ненавязчивый поп-мотив, замешанный с эстетикой конца 80-х – начала 90-х, Тина Кароль обращается к жанру диалога со слушателем. Подача вокала созвучна с манерой исполнения соул-певиц «нулевых.

## Продвижение
В поддержку альбома Тина Кароль презентовала на своём Youtube-канале  премьеру концерта «Красиво» в поддержку одноименного альбома певицы. Концерт пронизан свежим дыханием электронной музыки, яркой хореографией и магнетическим вокалом.  Режиссером концерта выступил Максим Делиергиев, ранее знакомый зрителю по работе над музыкальным фильмом «Тина Кароль. Интонации».Творческая команда приняла вызов Тины снять концерт в режиме реального времени. Вся творческая подготовка к шоу, репетиции проходили онлайн.  Сольный концерт «Красиво» был показан в эфире канала 1+1 и собрал рекордных 1,3 миллиона телезрителей у экрана (пиковая доля смотрения 18%).

## Синглы
С альбома было выпущено три сингла:
- «Скандал»[12]
- «Хороший парень»[13]
- «Красиво»[14]

## Клипы
| Клип             | Режиссёр  |
| ---------------- | --------- |
| «Скандал»        | Indy Hait |
| «Хороший парень» | Indy Hait |
| «Красиво»        | Indy Hait |

## Список композиций
| №  | Название         | Текст песни                     | Музыка                          | Длительность |
| -- | ---------------- | ------------------------------- | ------------------------------- | ------------ |
| 1. | «Это любовь»     | Аркадий Александров Тина Кароль | Тина Кароль Аркадий Александров | 2:42         |
| 2. | «Хороший парень» | Аркадий Александров Тина Кароль | Тина Кароль Аркадий Александров | 3:08         |
| 3. | «Скандал»        | Аркадий Александров Тина Кароль | Тина Кароль Аркадий Александров | 2:55         |
| 4. | «Любовники»      | Аркадий Александров Тина Кароль | Тина Кароль Аркадий Александров | 2:44         |
| 5. | «Красиво»        | Аркадий Александров Тина Кароль | Тина Кароль Аркадий Александров | 3:16         |
| 6. | «Девочка»        | Аркадий Александров Тина Кароль | Тина Кароль Аркадий Александров | 3:26         |
| 7. | «Бегу»           | Аркадий Александров Тина Кароль | Тина Кароль Аркадий Александров | 3:25         |

## История релиза
| Регион | Дата          | Формат                         | Версия  | Лейбл                 | Прим.  |
| ------ | ------------- | ------------------------------ | ------- | --------------------- | ------ |
| Мир    | 2 апреля 2021 | Цифровая дистрибуция, стриминг | русская | Самостоятельный релиз | [ 15 ] |
| СНГ    | 2 апреля 2021 | Радиоротация                   | русская | Самостоятельный релиз | [ 16 ] |